# كلاريس بلاكبيرن
كلاريس بلاكبيرن (بالإنجليزية: Clarice Blackburn)‏ هي ممثلة أمريكية، ولدت في 26 فبراير 1921 في سان فرانسيسكو في الولايات المتحدة، وتوفيت في 5 أغسطس 1995 بسبب سرطان.

## وصلات خارجية
- كلاريس بلاكبيرن على موقع IMDb (الإنجليزية)
- كلاريس بلاكبيرن على موقع أول موفي (الإنجليزية)
- كلاريس بلاكبيرن على موقع قاعدة بيانات برودواي على الإنترنت (الإنجليزية)
- كلاريس بلاكبيرن على موقع قاعدة بيانات الفيلم (الإنجليزية)